# Wilhelm Carlgren (1922–2008)
Carl Wilhelm Mauritz Carlgren, född 6 maj 1922 i Sankt Matteus församling i Stockholm, död 25 oktober 2008 i Sankt Matteus församling i Stockholm, var en svensk historiker, arkivarie och departementsråd. Han var son till Wilhelm Carlgren.

## Biografi
Carlgren tog filosofie kandidat-examen i historia 1942 och studerade även finska och slaviska språk. Han tog juris kandidat-examen 1945, filosofie licentiat-examen 1949 och filosofie doktorsexamen 1956. Han blev 
docent vid Stockholms universitet 1956.
Han tjänstgjorde vid Utrikesdepartementets (UD) arkiv 1945–1987: som arkivarie 1947–1955, som förste arkivarie 1955–1965, som kansliråd 1965–1977 samt som departementsråd 1977–1987. Åren 1965–1987 var han chef för arkivet. I en nekrolog berättas: ”Hans stora kunskaper om innehållet i arkivet var av ovärderlig tillgång för UD och han blev dess ’institutionella minne’. Ofta kunde han utan vidare peka ut i vilken dossier ett enskilt dokument kunde återfinnas.”
Vid sidan av sin arkivarietjänst ägnade sig Carlgren åt historievetenskaplig forskning om Sveriges utrikespolitik under 1900-talet. Hans internationellt mest uppmärksammade arbeten är Neutralität oder Allianz: Deutschlands Beziehungen zu Schweden in den Anfangsjahren des ersten Weltkrieges (1962) och Svensk utrikespolitik 1939–1945 (1973, i engelsk översättning 1977). Den sistnämnda boken präglades av hans realpolitiska synsätt på utrikespolitiken: utrikespolitik handlade om makthantering och inte om idealistiska ambitioner att förbättra världen. Åren 1962–1968 var han redaktör för Historisk tidskrift. Han erhöll professors namn 1976.
Carlgren invaldes 1961 som ledamot Kungliga Samfundet för utgivande av handskrifter rörande Skandinaviens historia och 1981 som ledamot av Kungliga Krigsvetenskapsakademien. Han är gravsatt i minneslunden på Täby norra begravningsplats.